# 上倫卡鄉

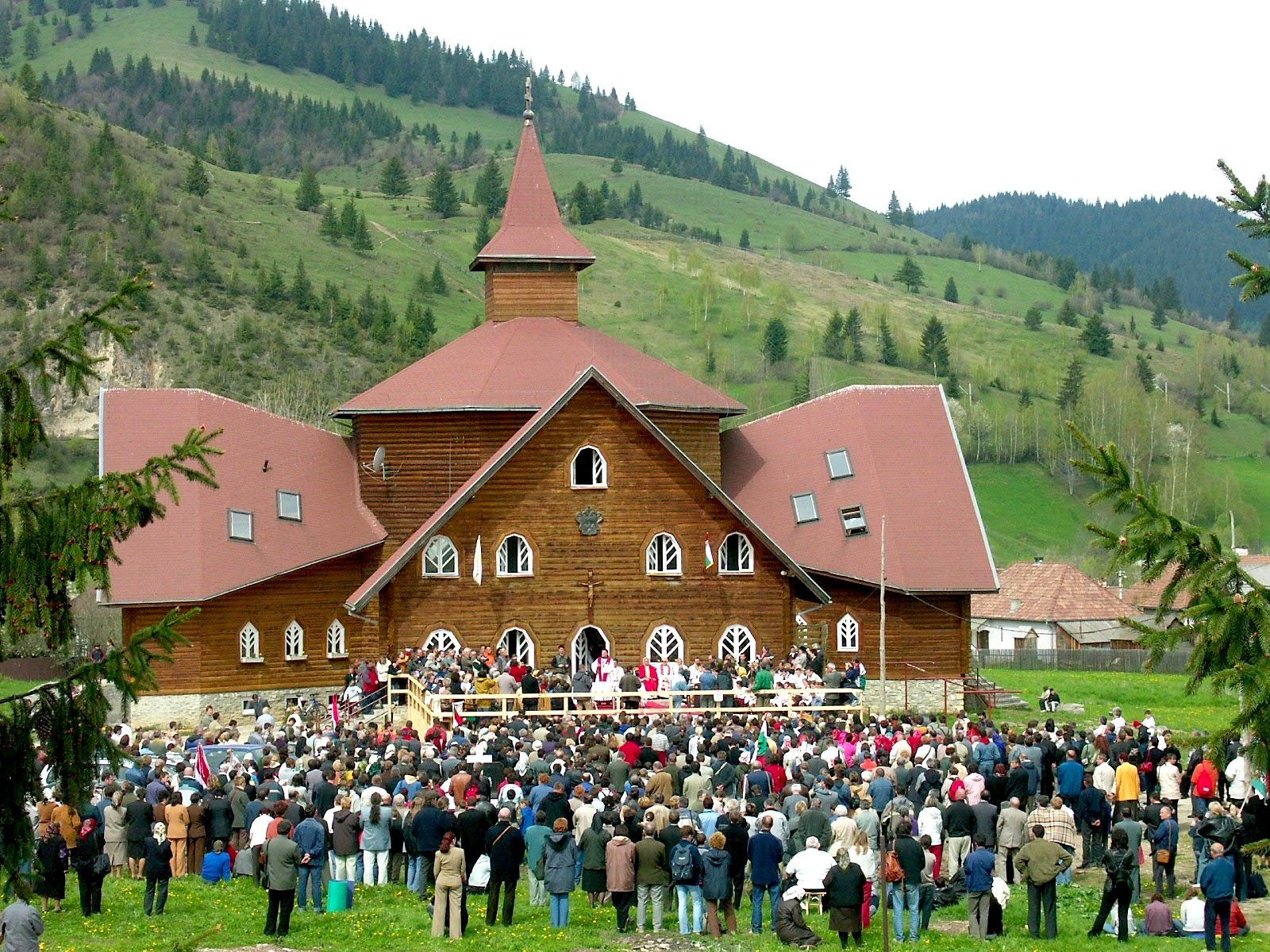

46°32′0″N 25°58′0″E / 46.53333°N 25.96667°E
上倫卡鄉（羅馬尼亞語：Comuna Lunca de Sus, Harghita），是羅馬尼亞的鄉份，位於該國中部，由哈爾吉塔縣負責管轄，面積83平方公里，海拔高度900米，2007年人口3,508，人口密度每平方公里42人。